# Seaborgio
Il seaborgio è l'elemento chimico della tavola periodica che ha come simbolo Sg e come numero atomico il 106. Era conosciuto anche col nome di "unnilhexium" (Unh), e tra i nomi suggeriti ci fu anche "rutherfordio". Il seaborgio è un elemento sintetico, il cui isotopo più stabile 271Sg ha un'emivita di 1,9 minuti. Un nuovo isotopo scoperto recentemente 269Sg potrebbe avere un'emivita leggermente più lunga: 2,1 minuti.

## Storia
L'elemento 106 venne scoperto quasi in contemporanea da due laboratori differenti. Nel giugno 1974, un team sovietico guidato da G. N. Flërov al Joint Institute for Nuclear Research di Dubna annunciò la produzione di un isotopo con peso atomico pari a 259 e emivita di 7 ms, mentre nel settembre 1974, un gruppo di ricerca statunitense guidato da Albert Ghiorso al Lawrence Berkeley National Laboratory dell'Università della California annunciò la creazione di un isotopo con peso atomico pari a 263 ed emivita di 0,9 s.
Poiché il loro lavoro fu confermato indipendentemente per primo, gli statunitensi suggerirono il nome seaborgio in onore del chimico statunitense Glenn T. Seaborg. Questa scelta fu estremamente controversa, poiché Seaborg era ancora vivo. Un comitato internazionale decise nel 1992 che i laboratori di Berkeley e Dubna avrebbero condiviso i crediti della scoperta.
Una controversia sul nome dell'elemento sorse e, come risultato, la IUPAC adottò unnilhexio (Unh) come nome temporaneo dell'elemento. Nel 1994 un comitato della IUPAC raccomandò che l'elemento 106 fosse chiamato rutherfordio e adottò una norma per la quale nessun elemento potesse essere dedicato a una personalità vivente. Questa regola venne duramente opposta dall'American Chemical Society. Nel 1997, in seguito a un compromesso che coinvolgeva gli elementi dal 104 al 108, il nome "seaborgio" per l'elemento 106 venne riconosciuto internazionalmente mentre "rutherfordio" fu adottato per l'elemento 104. Glenn T. Seaborg è morto nel 1999.